# Коксарайское водохранилище
Коксарайское водохранилище (каз. Көксарай су қоймасы) — водохранилище, расположенное на территории Туркестанской области Казахстана, с правой стороны от русла реки Сырдарья в 160 километрах ниже Шардаринского водохранилища. Построено в 2008—2011 годах. Осуществляет сезонное регулирование стока для ирригации и защиты от наводнений. Является контррегулятором для Шардаринской ГЭС. Четвёртое по площади водохранилище Казахстана.

## Характеристики
Контррегулятор построен на территории сельских округов Акдала и Задарья Арысского района Туркестанской области, в 160 километрах ниже Шардаринского водохранилища по реке Сырдарья, южнее посёлка Коксарай. Проектный объём водохранилища — 3 млрд м³, площадь акватории — 467,5 км², расход русловой бетонной плотины — 1800 м³/с, пропускная способность подводящего канала длиной 16 км — 500 м³/с. Плотина водохранилища имеет длину 44,7 км, среднюю высоту — 7,7 м, отводящий канал длиной 10,2 км с пропускной способностью 500 м³/с.

## История

Коксарайское водохранилище в 2012 году: наполненное 15 апреля и пустое 14 августа

Необходимость строительства была обусловлена острыми экономическими разногласиями между Кыргызстаном, Узбекистаном и Казахстаном при использовании водных ресурсов Сырдарьи.
В летние поливные сезоны воды в Шардаринском водохранилище и вытекающей из него реки Сырдарьи, как правило, не хватает (она перехватывается на полив полей вышестоящими по реке Узбекистаном и Таджикистаном) и сотни гектаров полей в южном Казахстане не возделываются либо крайне неурожайны. Кыргызстан с 1993 года перешёл с ирригационно-энергетического режима пропуска воды с Токтогульского водохранилища (19,5 км³) на реке Нарын на энергетический режим и зимой сбрасывает уже 55 % (вместо 25 %) годового сбора воды, чтобы обеспечивать себя электроэнергией Токтогульской ГЭС в холодное время. Невостребованная в этот период для полива вода переполняла Шардаринское водохранилище (5,7 км³), угрожая размывом плотины. Если сбрасывать все излишки этой воды в Сырдарью, это неминуемо приведет к затоплению Кызылорды и посёлков ниже по течению реки. Начиная с грандиозного паводка 1969 года, избытки воды (сразу 21 км³ за один этот год!) по распоряжению Москвы стали сбрасывать с Шардары в соседнее бессточное озеро Айдаркуль в Арнасайской впадине на территории Узбекской ССР. В 2005 году его объём достиг 44,3 км³, и оно переполнилось. Казахстану теперь всякий раз требуется разрешение Узбекистана на экстренный спуск воды в Айдаркуль при половодьях. Неоднократные попытки трёх стран договориться между собой к результату не привели. Соглашение между Правительством Республики Казахстан, Правительством Кыргызской Республики и Правительством Республики Узбекистан об использовании водно-энергетических ресурсов бассейна реки Сырдарья от 17 марта 1998 года не выполняется.
Весной 2008 года очередным наводнением в Южно-Казахстанской области было разрушено более 3 тысяч домов и социальных объектов, что повлекло за собой затраты государства по восстановлению на сумму в 130 млн долларов. Это, наконец, заставило Казахстан заняться проектом контррегулятора.
Строительство водохранилища было начато в том же 2008 году. Основной объём работ был завершен в 2010 году. Уже весной 2010 года водохранилище наполнялось на одну треть объёма.
В начале 2011 года контррегулятор принял свои первые 2 км³ воды и избавил юг Казахстана от нежелательных паводков. Собранные в опасный период излишки воды в ирригационный период были равномерно спущены вниз по руслу Сырдарьи, что позволило пополнить запасы воды в пересыхающем Арале.
Зимой 2011—2012 годов приток по Сырдарье составлял 1200—1500 м³/с. К концу марта в контррегуляторе было накоплено 3,1 км³ воды, что позволило защитить 51 посёлок от наводнения и запасти воду для летнего спуска по Сырдарье к Малому Аралу. В связи с большим паводком в январе-марте 2012 года Коксарайский контррегулятор смог аккумулировать только половину пропусков Шардаринского водохранилища, поэтому был поднят вопрос о необходимости строительства водохранилища в Огузсайской впадине.
Наполнение: С 2010 по 2013 годы в чаше Коксарайского водохранилища аккумулировано более 9 км³ воды реки Сырдарья, в том числе в 2010 году — 0,91 км³, в 2011 году — 2,30 км³, в 2012 году — 3,14 км³, в 2013 году — 3,02 км³.
В 2017 году из-за большого количества осадков Шардаринское и Коксарайское водохранилища были полностью заполнены, при этом в Узбекистане не было возможности принимать воду в Арнасай. Скорость водотока в низовьях Сырдарьи составляла 1800—2000 м³/с. Возникла угроза затопления жилых площадей и полей, в четырёх районах была объявлена чрезвычайная ситуация. В Казахстане вновь вернулись к вопросу строительства дополнительного водохранилища, рассматривался вариант создания водохранилища в урочище Кумискеткен объёмом 0,6 км³.